# Grko Pole
Grko Pole (macedónul: Грко Поле) település Észak-Macedóniában, a Délnyugati körzet Debarcai járásában.

## Népesség
2002-ben 30 lakosa volt, akik mindannyian macedónok.